# International Standard Atmosphere

Profils verticaux de pression et température de l'ISA comparées aux différentes couches atmosphériques, aux altitudes atteintes par différents objets, ainsi qu'à des sauts stratosphériques réussis (jusqu'à octobre 2014).

L'International Standard Atmosphere ou ISA est une norme de l'OACI (Organisation de l'aviation civile internationale) qui spécifie les conditions atmosphériques. Voir Atmosphère normalisée.